# Agrotis aureolum
Agrotis aureolum är en fjärilsart som beskrevs av William Schaus 1898. Agrotis aureolum ingår i släktet Agrotis och familjen nattflyn. Inga underarter finns listade i Catalogue of Life.